# Island of the Living Dead
Island of the Living Dead (Originaltitel: L’isola dei morti viventi) ist ein italienischer Low-Budget-Horrorfilm des Regisseurs Bruno Mattei aus dem Jahr 2006. Die Direct-to-Video-Produktion ist der erste Teil einer Zombiefilmreihe, die 2007 mit Zombies – The Beginning eine Fortsetzung fand.

## Handlung
Am 21. Mai 1688 erleidet die spanische Galeone Natividad von Panama kommend im dichten Nebel Schiffbruch. Die Bewohner einer nahegelegenen Insel überlassen die Crew gleichgültig ihrem Schicksal, in der Hoffnung durch das Ertrinken der Schiffsbesatzung einen wertvollen Schatz rauben zu können. Der Plan geht auf, die an Bord befindlichen Konquistadoren sterben. Irgendwann birgt man einige Leichen, verweigert diesen jedoch eine Bestattung im geweihten Boden, was sich wenig später als fataler Fehler herausstellt. Die Ertrunkenen erwachen zu neuem Leben und kehren als Wiedergänger zurück, als vampirähnliche Zombies. In einer darauffolgenden Epidemie werden alle Lebenden getötet oder infiziert.
Einige Jahrhunderte später bereist eine achtköpfigen Gruppe von Schatzsuchern das Gebiet, um auf hoher See nach verschollenen Reichtümern zu suchen. Ihr Schiff gerät zur nächtlichen Stunde in Seenot und havariert in einer Nebelbank. Am nächsten Morgen erkunden sie gemeinschaftlich eine in der Nähe befindliche tropische Insel, während Max der Maschinist beim fahruntauglichen Schiff verbleibt. Die Landgänger um Kapitän Kirk werden von Untoten bedrängt und dezimiert. Fast zeitgleich geht bei einer Explosion ihr Bergungsschiff verloren; eine Flucht ist nunmehr unmöglich. Sie sind zum Verbleiben auf der Insel der Toten verdammt. In einem verfallenen spanischen Fort stellen sich die Abenteurer den Zombies. Parallel werden die zwei Frauen und fünf Männer von Halluzinationen geplagt, was ihr Überleben erschwert. Nach und nach entwickelt sich ihr Aufenthalt zu einem Überlebenskampf mit einem übermächtigen Gegner. Es gelingt ihnen zwar noch ein seetüchtiges Floß zu bauen, welches jedoch nur die zierliche Sharon nach kräftezehrendem Kampf erreicht. Am Ende des Films entkommt sie als einzige Überlebende der verfluchten Insel. Sie wird letztlich von der philippinischen Küstenwache gerettet. Diese kann allerdings nur noch ihren Tod feststellen, wenngleich unklar blieb, ob sie zu einem Zombie mutierte.

## Kritiken
Das Lexikon des internationalen Films schrieb, der Film sei ein „billig-Horrorhumbug“ eines vermeintlichen italienischen Altmeisters der Szene, der „nichts Gescheites zu Stande brachte“.